# Cupressus sargentii
Cupressus sargentii là một loài thực vật hạt trần trong họ Cupressaceae. Loài này được Jeps. mô tả khoa học đầu tiên năm 1909.